# Düsseldorfer Schauspielhaus

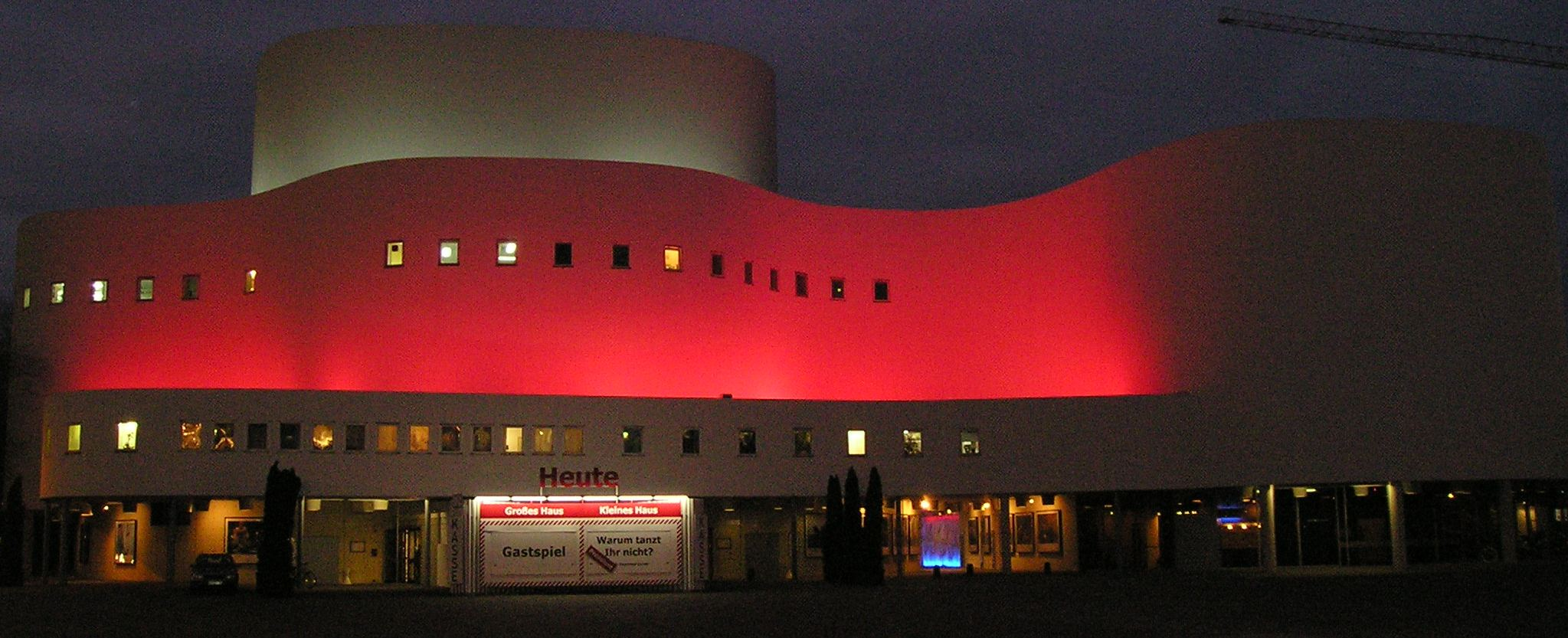
Düsseldorfer Schauspielhaus bei Nacht (2007)

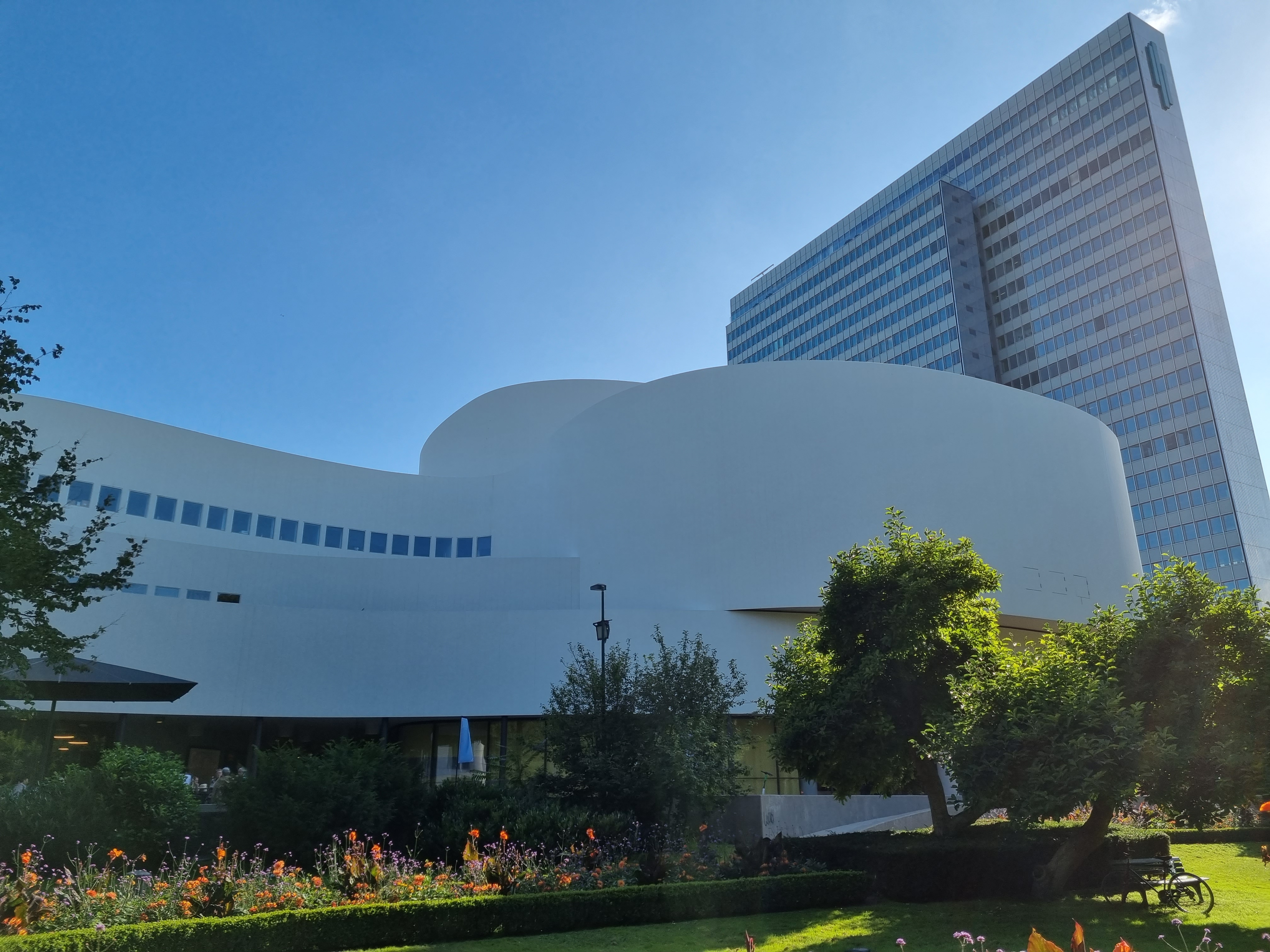
Nach Renovierung (2021)

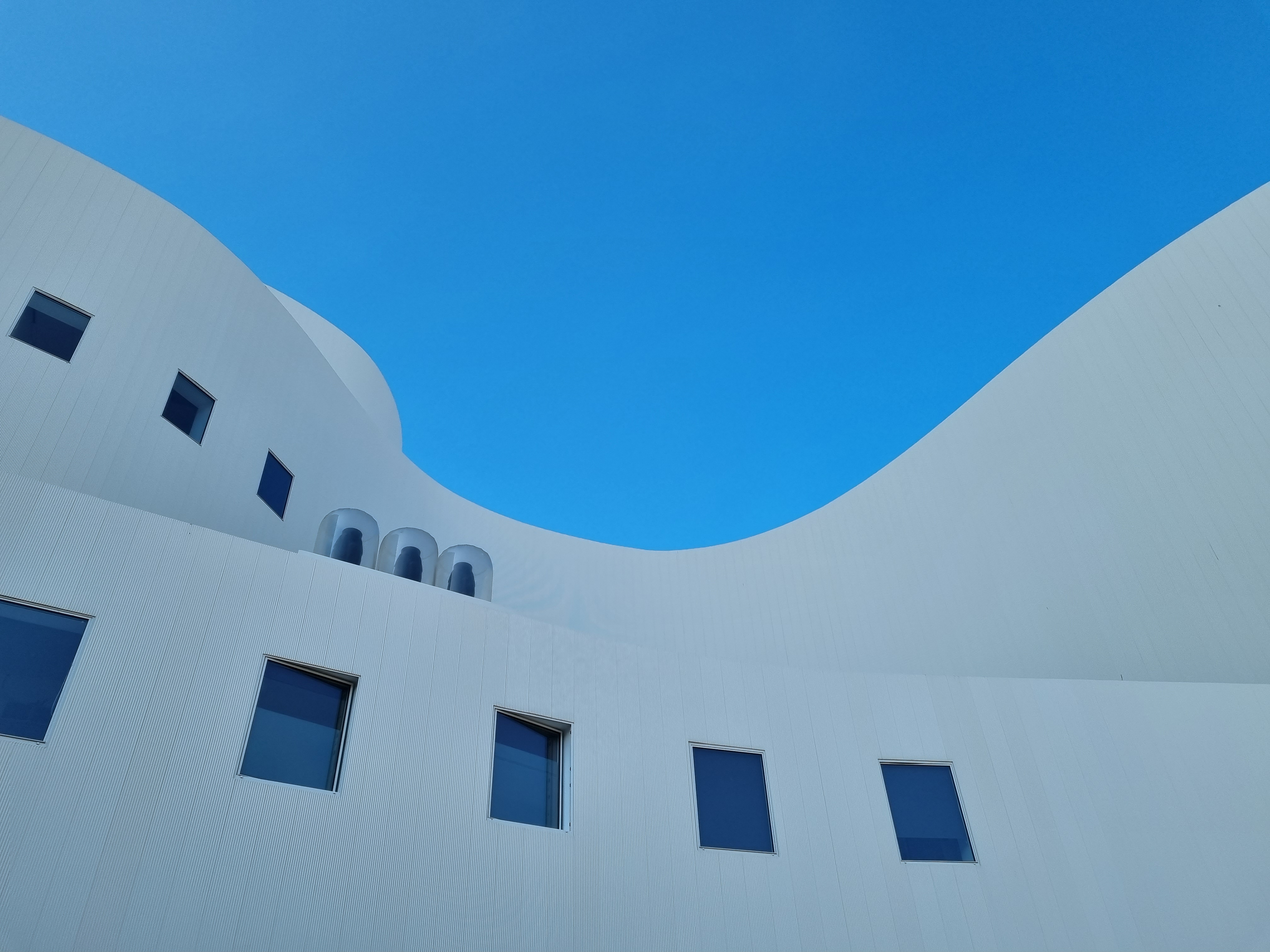
Detail nach Renovierung (2021)

Das Düsseldorfer Schauspielhaus, kurz D’haus, ist ein Ensembletheater in der nordrhein-westfälischen Landeshauptstadt Düsseldorf. Das Theatergebäude am Gustaf-Gründgens-Platz wurde nach Plänen des Düsseldorfer Architekten Bernhard Pfau als Sprechtheater im Auftrag der Stadt Düsseldorf in den Jahren 1965 bis 1969 errichtet. Die skulpturale Großform steht im spannungsreichen Kontrast zum benachbarten Dreischeibenhaus und zeichnet sich daher durch eine besondere städtebauliche Qualität aus. Der Bau, welcher innerhalb der Nachkriegsmoderne der organischen Architektur zugeordnet werden kann, beherbergt mit dem Großen Haus und dem Kleinen Haus zwei Spielstätten von hohem akustischem und technischem Niveau. Das Schauspielhaus Düsseldorf ist das einzige Staatstheater des Landes Nordrhein-Westfalen.
Wegen einer umfangreichen Renovierung war das Theatergebäude von 2016 bis 2019 geschlossen. Im September 2020 war die Fassade wieder hergestellt und im November die letzten Arbeiten abgeschlossen.

## Ensemble
Das Düsseldorfer Schauspielhaus hat ein Repertoiresystem, dies bedeutet, dass eine Reihe von Schauspielern dauerhaft Teil des hausinternen Ensembles bleiben und mehrere Stücke parallel über einen langen Zeitraum im Repertoire behalten werden können.
Das Schauspielensemble inklusive fester Gäste am Düsseldorfer Schauspielhaus bestand in der Spielzeit 2019/20 aus Manuela Alphons, Cathleen Baumann, Sonja Beißwenger, Tabea Bettin, Judith Bohle, Markus Danzeisen, Rosa Enskat, Christian Erdmann, Henning Flüsloh, Christian Friedel, Moritz Führmann, Andreas Grothgar, Jonathan Gyles, Paul Jumin Hoffmann, Lieke Hoppe, Claudia Hübbecker, André Kaczmarczyk, Serkan Kaya, Torben Kessler, Burghart Klaußner, Kilian Land, Florian Lange, Jonas Friedrich Leonhardi, Alexej Lochmann, Jan Maak, Rainer Philippi, Bernhard Schmidt-Hackenberg, Thiemo Schwarz, Michaela Steiger, Lou Strenger, Studierende des Mozarteum Thomas Bernhard Institut (Salzburg), Sebastian Tessenow, Cennet Rüya Voß, Hanna Werth, Thomas Wittmann und Minna Wündrich und besteht in der Spielzeit 2023/24 aktuell aus Manuela Alphons, Cathleen Baumann, Caroline Adam Bay, Sonja Beißwenger, Tabea Bettin, Caroline Cousin, Markus Danzeisen, Rosa Enskat, Christian Friedel, Raphael Gehrmann, Glenn Goltz, Andreas Grothgar, Jonathan Gyles, Natalie Hanslik, Claudia Hübbecker, André Kaczmarczyk, Pauline Kästner, Moritz Klaus, Burghart Klaußner, Fatih Kösoğlu, Florian Lange, Jonas Friedrich Leonhardi, Eduard Lind, Wolfgang Michalek, Mila Moinzadeh, Belendjwa Peter, Rainer Philippi, Kilian Ponert, Heiko Raulin, Wolfgang Reinbacher, Lea Ruckpaul, Jürgen Sarkiss, Leon Schamlott, Eva Maria Schindele, Thiemo Schwarz, Claudius Steffens, Michaela Steiger, Sophie Stockinger, Lou Strenger, Fnot Taddese, Sebastian Tessenow, Cennet Rüya Voß, Friederike Wagner, Hanna Werth, Blanka Winkler, Thomas Wittmann, Minna Wündrich und Yulia Yáñez Schmidt.
Gastdarsteller sind Miguel Abrantes Ostrowski, Manuela Alphons, Felix Banholzer, Anna Beetz, Sonja Beißwenger, Heikko Deutschmann, Julia Dillmann, Rosa Enskat, Emanuel Fellmer, Reinhart Firchow, Anya Fischer, Christian Friedel, Daniel Fries, Denis Geyersbach, Sven Gey, Esther Hausmann, Nicole Heesters, Wolf Danny Homann, Ben Daniel Jöhnk, Burghart Klaußner, Johanna Kolberg, Orlando Lenzen, Matthias Luckey, Hans Petter Melø Dahl, Lorenz Nufer, Caroline Peters, Anna Platen, Viola Pobitschka, Wolfgang Reinbacher, Jonathan Schimmer, Tanja Schleiff, Jana Schulz, Yohanna Schwertfeger, Alexander Steindorf, Moritz von Treuenfels, Lutz Wessel und André Willmund.
Weitere Ensemblemitglieder, darunter Bühnen- und Maskenbildner, Musiker und Komponisten sowie weitere Mitarbeiter hinter den Kulissen und in PR sind auf der Homepage des Theaters aufgelistet.

## Geschichte

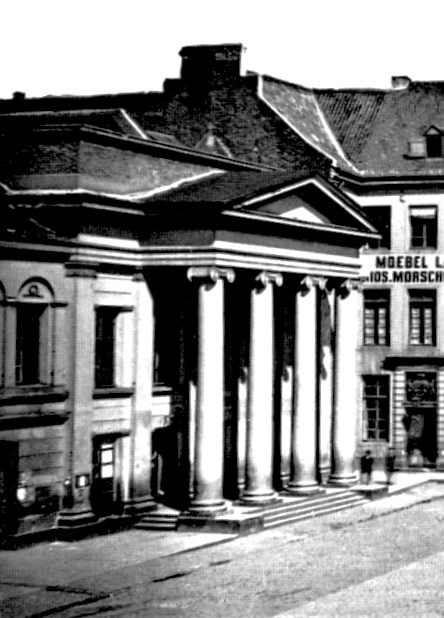
Theater am Marktplatz (1871)

Die Geschichte des Düsseldorfer Schauspielhauses lässt sich bis ins ausgehende 18. Jahrhundert zurückverfolgen. 1747 wurde das ehemalige Grupello-Gießhaus im Auftrag des Kurfürsten Karl Theodor, der auch Herzog des Herzogtums Berg war, zu einem Theater umgebaut. Im Jahre 1818 erhielt die Stadt Düsseldorf den kurfürstlichen Theaterbau am Marktplatz, auch genannt Grupellotheater, als Schenkung des Friedrich Wilhelm II von Preußen. Als Immermann’sche Musterbühne erlebte dieses Haus in den 1830er Jahren seine Hochblüte. In den Jahren 1873 bis 1875 wurde im Hofgarten, dem Standort der heutigen Oper, das erste Stadttheater errichtet.

### Schauspielhaus von Dumont und Lindemann

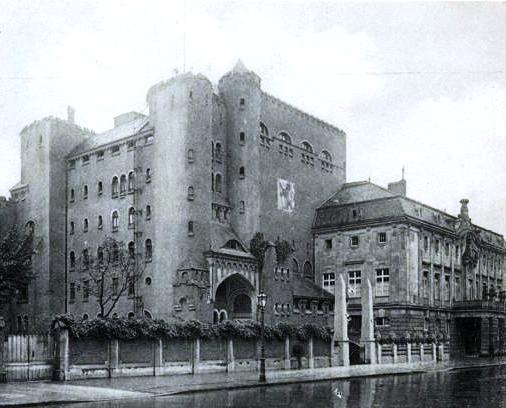
Das alte Düsseldorfer Schauspielhaus an der Kasernenstraße (1905)

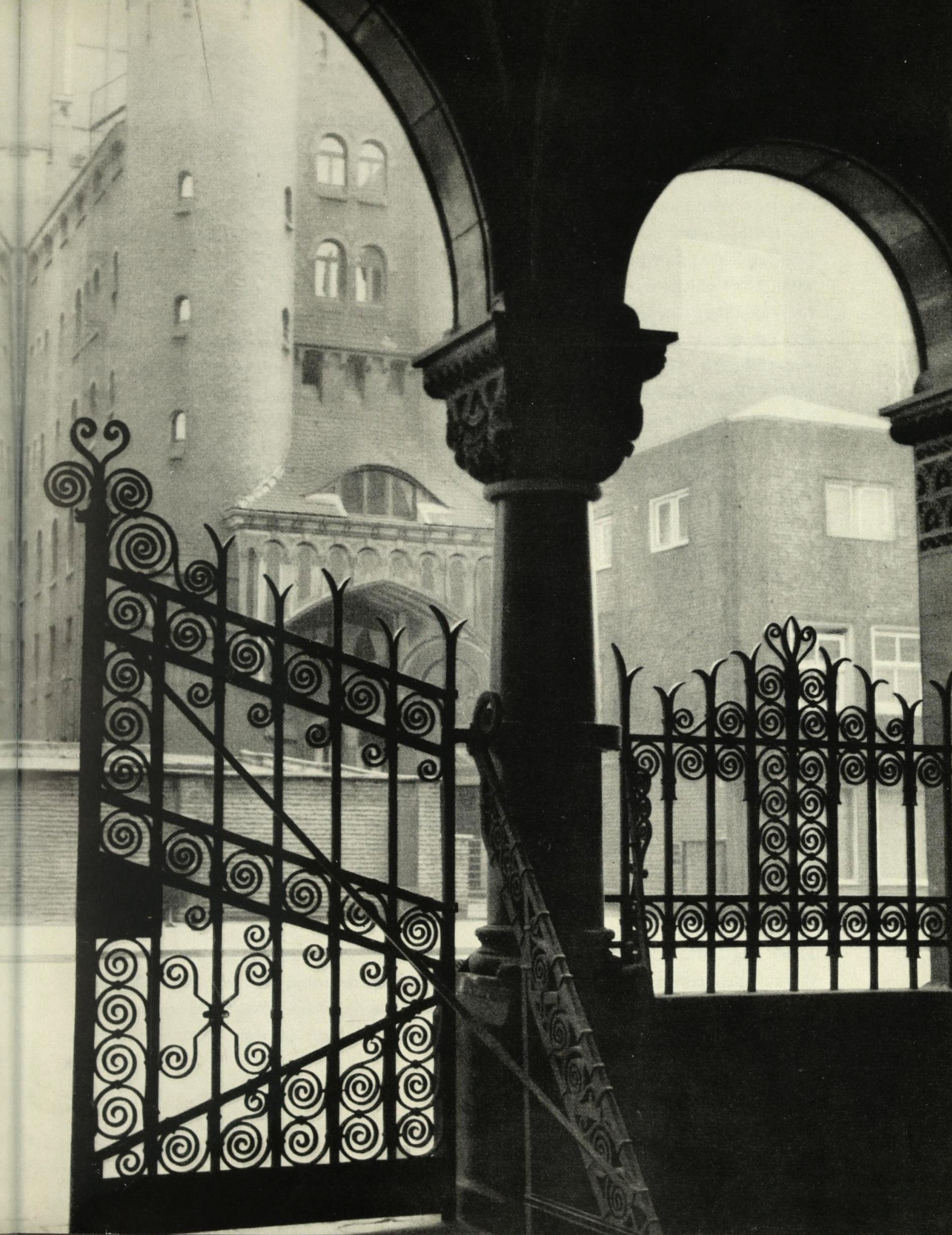
Blick auf das Schauspielhaus vom Tor der Großen Synagoge (um 1920)

Das Paar Louise Dumont und Gustav Lindemann gründeten am 16. Juni 1904 das Schauspielhaus Düsseldorf als Privattheater. Im zu dieser Zeit schnell wachsenden Düsseldorf konnte das geplante Theatergebäude zügig umgesetzt werden. So wurde der von Bernhard Sehring entworfene Theaterneubau bereits am 28. Oktober 1905 mit der Aufführung von Hebbels „Judith“ eingeweiht. Das von beiden gemeinsam geleitete, avantgardistisch ausgerichtete Theater wurde als Reformbühne bekannt. Im Jahre 1924 gliederte Louise Dumont eine Theaterakademie, die ‚Hochschule für Bühnenkunst‘, an das Schauspielhaus an. Aus dieser Theaterakademie ging Gustaf Gründgens als bekanntester Schüler hervor.

Düsseldorfer Bühnenkünstler, aufgenommen bei der Premiere des Goethestückes Der Triumph der Empfindsamkeit im Jahr 1907

Das Schauspiel wirkte über die Region hinaus und setzte Maßstäbe: Autoren wurden als Dramaturgen gewonnen, beginnend mit Paul Ernst, gefolgt von Wilhelm Schmidtbonn und Herbert Eulenberg, später Hans Franck, Herbert Kranz und Ludwig Strauss. Mit „Masken“ wurde eine zweimal im Monat erscheinende Theaterzeitschrift herausgegeben. An den Sonntagen wurden „Morgenfeiern“ genannte Matineen veranstaltet. So hielt beispielsweise Hermann Hesse am 28. Februar 1909 eine Lesung.
Am Schauspielhaus arbeitete zeitweise der in Düsseldorf studierende August Macke. Er gestaltete Kostüme und Dekorationen. Leon Askin, Paul Henckels, Hermine Körner, Wolfgang Langhoff, Peter Paul, Friedrich Schütze und Adolf Ziegler waren im Schauspiel als Darsteller tätig.
1932 starb die Schauspielerin und Mitbegründerin des Schauspielhauses Louise Dumont.
Nach der Machtübernahme der Nationalsozialisten 1933 musste Lindemann die Leitung des Schauspiels abgeben. Die Städtischen Bühnen, unter der Leitung von Walter Bruno Iltz, übernahmen das Theatergebäude als zusätzliche Spielstätte. 1943 wurde das Schauspielhaus bei einem Luftangriff fast völlig zerstört und nach dem Kriege nicht wiederaufgebaut.
Die Städtischen Bühnen, die ihre Spielstätte seit 1875 an der Stelle hatten, an der seit 1955 das Opernhaus steht, gingen zurück auf das 1747 unter dem Pfälzer Kurfürsten Karl Theodor am Marktplatz eingerichtete Theater – das erste, das auch von Bürgern der Stadt besucht werden konnte. (Das allererste Theatergebäude Düsseldorfs, das 1696 unter Johann Wilhelm errichtet worden war, befand sich in der Mühlenstraße.)

### Neugründung im Operettenhaus
Nach dem Ende des Zweiten Weltkrieges 1945 übernahm 1947 Gustaf Gründgens, der in Düsseldorf geboren worden war und an der Theaterakademie Dumonts studiert hatte, die Generalintendanz der Städtischen Bühnen. Deren Schauspielsparte ging 1951 in der Neugründung des Düsseldorfer Schauspielhauses auf. Der Vertrag über die Gründung der „Neuen-Schauspiel-Gesellschaft“ wurde am 10. April unterzeichnet. Gründgens hatte in Anerkennung an die zwischen 1905 und 1933 von seinen Lehrern Dumont und Lindemann geprägte Theatertradition den Namen des neuen Theaters vorgeschlagen. Eine von dem Land Nordrhein-Westfalen angestrebte Fusion der drei rheinischen Theater Köln, Bonn und Düsseldorf hatte aufgrund vehementer Proteste von Seiten Gründgens abgewandt werden können.
Als Spielstätte übernahm das neugegründete Düsseldorfer Schauspielhaus in den Jahren 1951 bis 1970 das Operettenhaus an der Jahnstraße. Ursprünglich war das Gebäude 1904 als Hotel erbaut worden. 1910 wurde es zu einem Haus für Schauspiele umgebaut. Nach einer weiteren Umstrukturierung zu Theaterzwecken im Jahr 1927 wurde der überschaubare Bau für Operetten und gelegentliche Lichtspieltheater genutzt. Gründgens weihte das Operettenhaus als erster künstlerischer Geschäftsführer mit einer Inszenierung von Schillers Räubern am 13. September 1951 ein. Für das in der Nachkriegszeit zum Erliegen gekommene Kulturleben in Düsseldorf stellte die Eröffnung des Schauspielhauses eine Bereicherung dar. Inszenierungen unter der Leitung von Gründgens machten das Schauspielhaus zur zeitgenössischen bedeutendsten Theaterbühne Europas. Die bekannteste Inszenierung aus jener Zeit ist Gründgens Inszenierung von Goethes Faust I, die 1954 auf Sprechplatten erschien. In der Ära Gründgens arbeiteten unter anderem Karl Brückel, Elisabeth Flickenschildt, Käthe Gold, Marianne Hoppe, Paul Hartmann, Rudolf Therkatz, Hans Müller-Westernhagen und Jürg Baur in Düsseldorf.
Die Größe des Operettenhauses war jedoch von Beginn an für die Zwecke des Düsseldorfer Schauspielhauses zu eng bemessen. Trotz zahlreicher Improvisationen konnte das Operettenhaus weder den Ansprüchen der Theaterleitung noch denen des Publikums genügen. Die Zahl der Zuschauer überstieg den rechtlich erlaubten Rahmen. Gründgens bezeichnete das Operettenhaus, so zitiert Meiszies, als „Stall“ beziehungsweise als „Scheune“. Das Operettenhaus war von Beginn seiner Nutzung an als Provisorium gedacht, somit war ein Neubau in absehbarer Zeit dringend erforderlich.
Gründgens wechselte 1955 an das Deutsche Schauspielhaus nach Hamburg. Bei seiner dortigen Antrittsrede begründet er die Beendigung seiner Arbeit in Düsseldorf einzig mit der Gefahr einer Stagnation. Er sah darin den Komfort des Intendanten und zugleich die Gefahr für die Verantwortung gegenüber der Kunst, so zitiert Meiszies.
Karl-Heinz Stroux übernahm als Nachfolger Gründgens die künstlerische Leitung des Hauses. Dessen Inszenierung von Ionescos Der König stirbt nahm 1964 am ersten Berliner Theatertreffen teil. In der Ära Stroux arbeiteten in Düsseldorf – in Gastspielen oder mit festen Engagements – unter anderem Elisabeth Bergner, Ernst Deutsch, Wolfgang Grönebaum, Fritz Kortner, Erni Mangold, Bernhard Minetti, Karl-Maria Schley, Paula Wessely, Maria Wimmer und Tom Witkowski.

### Neubau des Schauspielhauses
Wie bereits erwähnt war das Operettenhaus auf Grund seiner geringen Größe von Beginn an ein Provisorium gewesen, daher wurde 1957 ein Neubau erwogen. 1958 fiel die Wahl auf ein Trümmergrundstück an der Goltsteinstraße/Bleichstraße. Der 1959 international ausgeschriebene Wettbewerb wurde 1962 final durch die Vergabe des Auftrages an den heimischen Architekten Bernhard Pfau entschieden. Zwischen 1965 und 1969 wurde das Düsseldorfer Schauspielhaus errichtet und konnte am 16. Januar 1970 mit der Aufführung von Büchners Dantons Tod eingeweiht werden.
Begleitet wurde die Eröffnung des Düsseldorfer Schauspielhauses im Januar 1970 von wütenden Protesten. Die Kosten für den Bau des Hauses waren von anfänglich kalkulierten 25 Millionen DM auf schlussendlich 41 Millionen DM gestiegen und erregten, da es sich um einen Bau der Stadt Düsseldorf handelte, die Gemüter der Bürger. Darüber hinaus hatte es für die Vorstellung keinen freien Kartenverkauf gegeben. Es wurden nur geladene Gäste eingelassen. Unter dem Motto „Bürger in das Schauspielhaus – schmeißt die fetten Bonzen raus“ fanden sich Demonstranten auf dem Gustaf-Gründgens-Platz zusammen, die lautstark die Beseitigung des Neubaus forderten. Daraufhin wurde das Gebäude von der Polizei abgeriegelt, es gab Verletzte und circa 20 Personen wurden festgenommen. Die abweisende Geschlossenheit der skulpturalen Großform wurde als Symbol eines elitären Kulturverständnisses interpretiert.

### Wettbewerb
Die Stadt Düsseldorf schrieb im Mai des Jahres 1959 einen Architektenwettbewerb für die Errichtung des neuen Schauspielhauses aus.
Neben einheimischen Architekten wurde auch an international renommierte Architekten wie Le Corbusier, Ludwig Mies van der Rohe, Walter Gropius und Richard Neutra die Teilnahme am Wettbewerb herangetragen. Aus unterschiedlichen Gründen schlugen jedoch bis auf Neutra alle genannten Architekten das Angebot aus. Zentral für alle Wettbewerbsentwürfe war die Beachtung des städtebaulichen Kontextes des Grundstückes an der Goltsteinstraße/Bleichstraße, auf dem das Schauspielhaus errichtet werden sollte. Die Nähe zum Hofgarten und die direkte Nachbarschaft zum Thyssen-Hochhaus determinierten die Freiheit der Konzepte der Wettbewerbsteilnehmer. Den Anforderungen zur Folge sollte ein reines Spielhaus mit einer kleinen und einer großen Bühne sowie einem geräumigen Foyer entstehen.
In der ersten Wettbewerbsphase wurden 58 Konzepte eingereicht. Das Gremium, unter dem Vorsitz von Friedrich Tamms, kam jedoch im März 1960 zu dem Schluss, dass keines der Konzepte in allen geforderten Punkten überzeugte. Die Arbeiten von Bernhard Pfau aus Düsseldorf, Richard Neutra aus Los Angeles und Ernst Friedrich Brockmann aus Hannover wurden prämiert. In einer zweiten Wettbewerbsphase sollten alle genannten Arbeiten noch einmal überarbeitet werden. Im Februar 1961, am Ende der zweiten Wettbewerbsphase, oblag die Entscheidung für einen Entwurf dem Hauptausschuss des Rates der Stadt Düsseldorf, da sich das Gremium erneut nicht festlegen konnte. Im November 1961 erhielt Bernhard Pfau offiziell den Auftrag zur Planung und Realisierung des Düsseldorfer Schauspielhauses.
Ausschlaggebend für die Entscheidung für Pfau war die städtebauliche Qualität seines Entwurfes. Das Gremium lobte diese bereits nach der ersten Wettbewerbsphase. „Der glückliche Gedanke, eine großformatige, plastische Form von origineller Selbstständigkeit an dieser Stelle zu entwickeln, bringt eine erstaunlich gute städtebauliche Wirkung hervor“.

### Prägende Intendanten des Hauses
1972 wurde Ulrich Brecht Intendant, er öffnete das Haus auch bei Premieren für die Öffentlichkeit, gefolgt von Günther Beelitz (1976–1986) und Volker Canaris (ab 1986). Von 1996 bis 2006 leitete Anna Badora, die im Gegensatz zu ihren beiden Vorgängern selbst auch regelmäßig Regie führte, das Haus. Sie wurde zur Spielzeit 2006/2007 von Amélie Niermeyer abgelöst. Ihr folgte zur Spielzeit 2011/2012 der schwedische Theaterregisseur Staffan Valdemar Holm, der am 28. November 2012 sein Amt niedergelegte. Nach einer Interimsintendanz von Manfred Weber folgte 2014 erneut Günther Beelitz als Generalintendant.

### Gegenwart
Seit der Spielzeit 2016/2017 steht das Düsseldorfer Schauspielhaus unter der Generalintendanz von Wilfried Schulz, der vom Staatstheater Dresden in die Landeshauptstadt Nordrhein-Westfalens zog.
Als Oberspielleiterin fungiert seit 2022 Bernadette Sonnenbichler. Seit Juni 2008 stehen dem Schauspielhaus weitere Räumlichkeiten auf einer Fläche von 13.939 Quadratmeter im Gebäude der früheren Paketpost, Worringer Straße 140, in der Nähe des Düsseldorfer Hauptbahnhofs zur Verfügung. Neben Zweit-/Probebühnen sind im Central genannten Gebäude auch Schreinerei, Schlosserei, Malersaal, Kulissenlager, Kostümfundus, Dekowerkstatt und Technikräume untergebracht. Wahrzeichen des Central ist seitdem die mit Lichtinstallationen neugestaltete Foyer-Brücke. Zum Düsseldorfer Schauspielhaus gehört außerdem das Junge Schauspiel in der Münsterstraße, das zwei Bühnen umfasst. Während der Sanierung des Baus am Gustaf-Gründgens-Platz von 2016 bis 2019 gab es dort vereinzelt Aufführungen. Seit der Spielzeit 2019/20 findet der vollständige Repertoirebetrieb wieder im Pfau-Bau statt.
Im September 2024 wurde bekanntgegeben, dass der Schweizer Andreas Karlaganis mit Beginn der Spielzeit 2026/27 die Nachfolge von Wilfried Schulz antreten soll.

## Entwurf und Realisierung des Schauspielhauses von Bernhard Pfau

### Anspruch Bernhard Pfaus an seinen Entwurf
Pfau hatte in der Konzeptphase mit Paul Schneider-Esleben in einer Arbeitsgemeinschaft gearbeitet. Aufgrund konträrer inhaltlicher Ausrichtungen reichte letztlich jedoch jeder einen eigenen Entwurf ein. Pfau hatte einen hohen Anspruch an sein Konzept. „Auf keinen Fall sollte das Theater etwa mit einem profanen Bau irgendwelcher Art verwechselbar sein“, fordert Pfau und legt drei wesentliche Aspekte seinem Entwurf zu Grunde. Diese sind zum einen der städtebauliche Kontext des Schauspiels, zum zweiten die zentrale Frage des Bühnenkonzeptes und zum dritten der Anspruch einen architektonischen Ausdruck zu finden, welcher dem Theater in seinem Wesen entspricht.

### Außen

#### Städtebaulicher Kontext

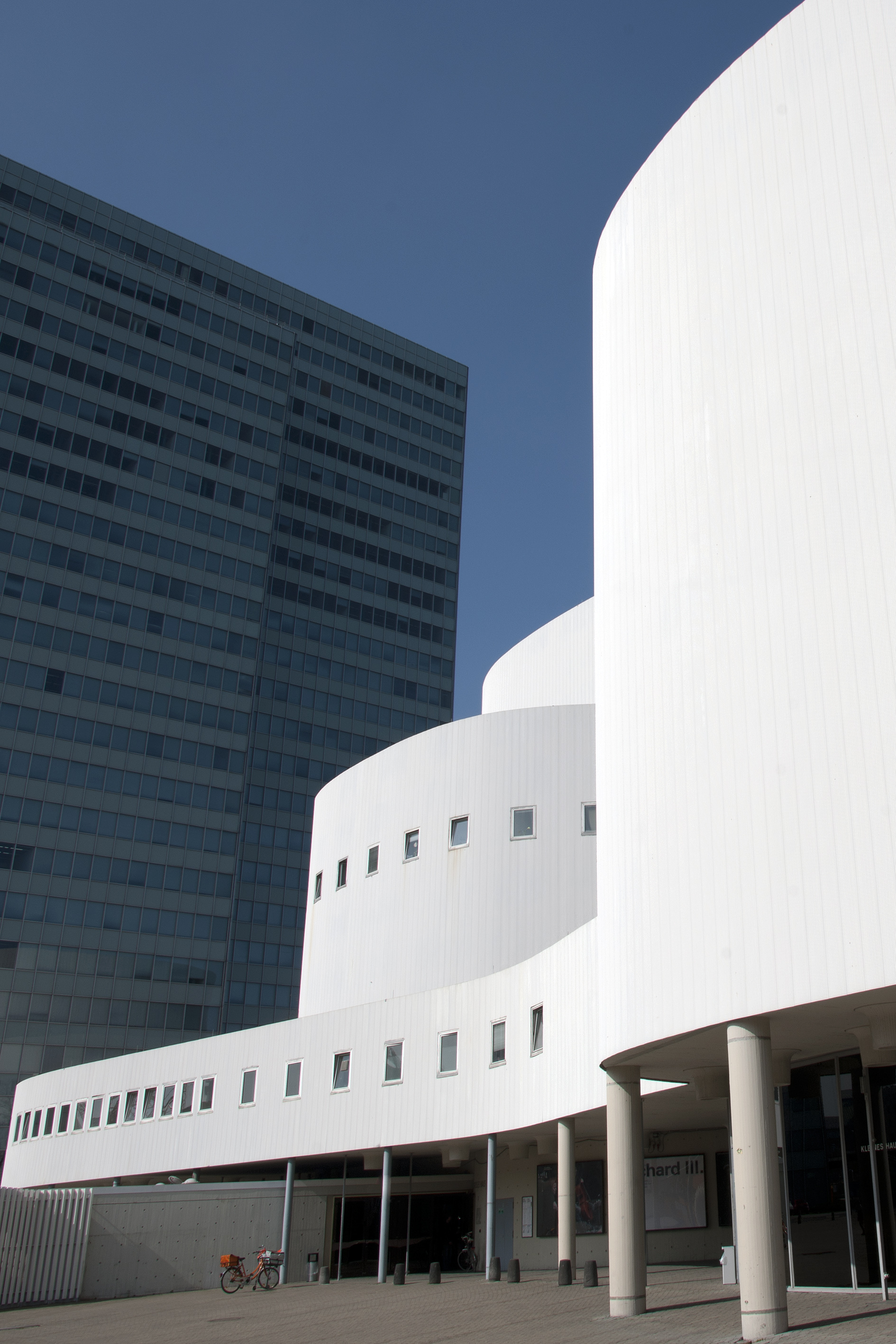
Im Kontrast zum Dreischeibenhaus (2012)

Das Düsseldorfer Schauspielhaus wurde auf einem Trümmergrundstück errichtet. Im Norden seines Standortes liegt der Hofgarten, im Osten verläuft die Bleichstraße/Goltsteinstraße, im Süden liegt der Gustaf-Gründgens-Platz, der frühere Jan-Wellem-Platz, und im Westen befindet sich das Dreischeiben-Hochhaus in direkter Nachbarschaft. Es wurde bereits angeführt, dass dieses bereits vorhandene Umfeld die Entwürfe des Schauspielhauses beeinflusste. Trotz der Beauftragung Pfaus 1961 und dem Lob, dass er eben jenen städtebaulichen Kontext in kompetenter Weise beachtet habe, wurde sein Entwurf 1962 bezüglich seiner Ausrichtung abgeändert. Auf Anraten des Vorsitzenden des Gremiums Friedrich Tamms wurde Pfaus Entwurf um seine Nord-Süd-Achse gespiegelt und nach Norden in Richtung des Hofgartens verschoben. Diese Grundrissspieglung hatte den Vorteil, dass die Bühneneingänge nicht mehr gegenüber dem Haupteingang des Thyssenhauses lagen, sondern eine stärkere räumliche Verbindung zum Hofgarten entstand und der Jan-Wellem-Platz, der heutige Gustaf-Gründgens-Platz, vergrößert wurde.
Der stärkste städtebauliche Einfluss auf das neu zu errichtende Schauspielhaus kommt dem Thyssenhochhaus zu, welches 1960 nach dem Entwurf von Helmut Hentrich und Hubert Petschnigg erbaut wurde und auch unter der, seiner Form entlehnten, Bezeichnung Dreischeibenhaus bekannt ist. Das Thyssenhaus prägt seine Umwelt im Wesentlichen durch seine ausgeprägte Horizontalität. Ein in seiner Nachbarschaft zu errichtendes Schauspielhaus musste sich dieser Vorgabe entweder unterordnen oder ihr ein eigenes Konzept entgegenstellen. Pfau entschied sich für letzteres und setzte mit seinem Entwurf des Düsseldorfer Schauspielhauses einen spannungsreichen Kontrast. Die Bestrebung einen solchen Kontrast zu erzielen war für Pfau und seinen Entwurf von Beginn an bestimmend. Als formale Grundordnung hatte sich Pfau daher für die Kugel als maximalen Kontrast zur Scheibe entschieden. Auf Basis dieser formalen Ordnung differenzierte der Architekt seine Entwürfe aus. Aus dem Entwurf eines kugelförmigen Gebäudes entwickelte sich zunächst der Entwurf eines linsenförmigen Baukörpers, und letztlich der heute realisierte Entwurf der skulpturalen Großform aus einer Schichtung aus Scheiben.
Pfau setzte mit dieser skulpturalen Großform dem Dreischeibenhaus, das von kubischen Formen geprägt ist, einen in seinen Grundzügen vertikal ausgerichteten Bau aus abgerundeten Elementen entgegen. Die detaillose mattweiße Oberfläche des Schauspielhauses steht diametral zu der dunklen, verspiegelten klar gegliederten Fassade des Dreischeibenhauses. Niederwöhrmeier bezeichnet die unmittelbare Nachbarschaft dieser beiden Gebäude als antithetisch und erkennt eben darin die Originalität der von Pfau erbrachten architektonischen Leistung. Von zeitgenössischen Kritikern wurde jener spannungsreiche Kontrast der Gebäude als Chiffre für die Polarität von Rationalität und Musikalität als Charakteristika der Stadt Düsseldorf interpretiert. Wirtschaft und Kunst, welche als dominant agierende Kräfte der Stadt Düsseldorfs erachtet wurden, sollen sich dieser Auffassung nach in der Architektur am Gustaf-Gründgens-Platz widerspiegeln.

#### Fassadenbeschreibung

Grundriss

Die wesentliche Charakteristik des Düsseldorfer Schauspielhauses ist seine Homogenität und Geschlossenheit. Der höchste Teil des Gebäudekomplexes ist der Bühnenturm, der eine Höhe von ca. 27 Metern misst und den Kern des Gebäudes darstellt. Mehrere horizontal gestaffelte, konvex wie konkav geformte weiße Flächen formen den detaillosen Bau. Dieser lässt sich nicht durch eine frontale Fassadenansicht im konventionellen Sinne erschließen, denn er entbehrt jegliche bekannte Dimensionen der Gebäudegliederung. Das Düsseldorfer Schauspielhaus bedarf zur ganzheitlichen Erfassung einer allansichtigen Betrachtung. Niederwöhrmeier führt den Vergleich des Gebäudes mit einer Skulptur oder einer Plastik des 16. Jahrhunderts an, welche sich erst durch das Umschreiten erfassen lasse.

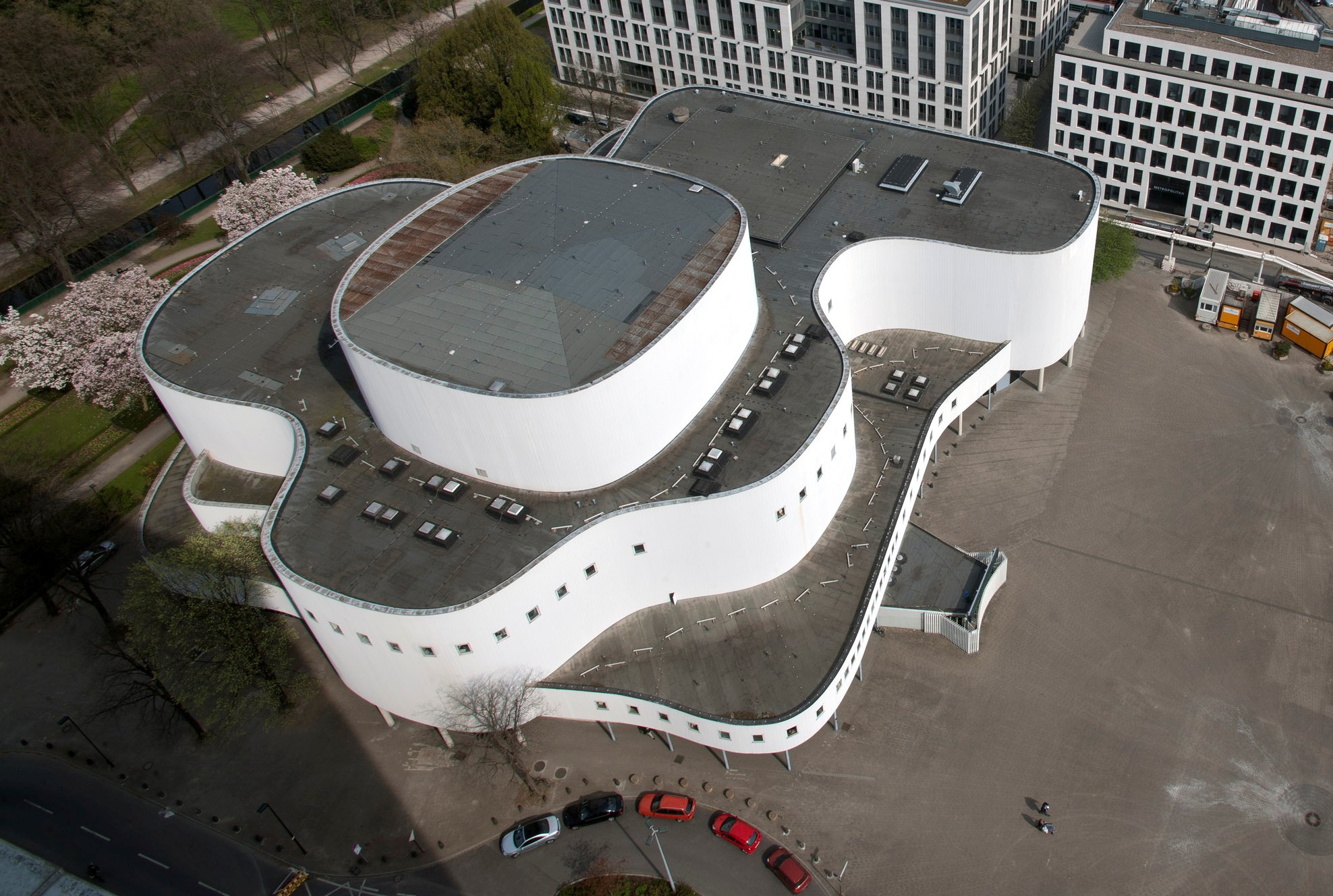
Das Schauspielhaus von oben (2012)

So verhält es sich auch mit dem Schauspielhaus, dessen komplexe Plastizität sich erst durch dessen Umrundung erschließen lässt. Je nach Position des Betrachters zeigen sich vier bis fünf überschneidende Fassadenflächen. Diese winden sich an einigen Stellen zum Inneren des Gebäudes hin und bilden so Raum für Terrassenflächen aus. Die Höhen der Geschosse lassen sich nur anhand der minimalistischen Befensterung des Baus erahnen. Identisch große, quadratische Fenster ziehen sich um den Baukörper und bilden mehrere Fensterreihen aus, die sich an manchen Stellen verdichten und damit die Dynamik der Bauplastik unterstreichen.
Die dominante Geschlossenheit des Schauspielhauses wird einzig zu funktionalen Zwecken im Erdgeschoss durchbrochen. Die Öffnung der Fassade im Erdgeschoss ist jedoch nicht partiell, sondern umschließt den gesamten Bau und hält so dessen homogenes Erscheinungsbild aufrecht. Hier treten Stützen an die Stelle der Fassadenflächen und bilden einen überdachten Gang im Sockelgeschoss aus. Es entsteht der Eindruck als würde der homogene, weiße Gebäudekomplex auf dem Sockelgeschoss schweben.

#### Technische Herausforderungen und Materialität
Neben dem Zuspruch für den Entwurf Pfaus meldeten sich seitens des Fachpublikums auch kritische Stimmen. Die Skepsis richtete sich in erster Linie an die Realisierbarkeit der Außenhaut des stark bewegten Gebäudekomplexes. „Man darf gespannt sein, ob der Verfasser die große Kraft aufbringt, deren es bedarf, den Entwurf nach Austilgung aller Schwächen nochmals zu dieser originalen Selbstständigkeit zu bringen.“
In der Tat war die letztendliche Realisierung des Entwurfs mit einem erheblichen konzeptionellen und technischen Aufwand verbunden. Der letztendlich realisierte Bau des Düsseldorfer Schauspielhauses lässt sich als das Ergebnis eines stetigen Entwicklungsprozesses begreifen. Bezüglich der Fassade entwickelte Pfau, im Vorfeld des finalen Konzeptes, zahlreiche Entwürfe. Die Variante einer tragenden Fassade, angelehnt an einen Schiffsrumpf aus Stahl, wurde ebenso verworfen, wie das Konzept einer vorgehängten Fassade aus Lochblech, welche, laut Pfau, eine Abstraktion eines licht- und luftdurchlässigen Strickhemdes darstellen sollte.
Realisiert wurde die Fassadenbekleidung letztlich mit Paneelen. Diese Variante stellte eine technische Herausforderung dar, da das Material keine Spiegelungen erzeugen, konvexe sowie konkave Rundungen zulassen und darüber hinaus ohne außen sichtbare Befestigungen zu montieren sein sollte. Die Materialwahl für die Vorgangfassade fiel auf Stahlblechpaneele, die mit weißem PVC-Plastisol beschichtet wurden. Die 30 cm breiten und 1,5 mm dicken Paneele konnten auf eine Länge bis zu 16 Meter vertikal angebracht werden. Die Aufhängung erfolgte von außen nicht einsehbar durch Befestigungsklammern an der Rückseite der Paneele und umlaufenden Riegeln aus Winkelstahl.
Neben den Paneelen zur Verkleidung der Fassade stellte auch der geschwungene Gebäudeumriss des Entwurfes eine technische Herausforderung bezüglich der Realisierung dar. Die komplexe Kurvatur des Gebäudes konnte nicht mit der Kreisgeometrie definiert werden und musste daher aus freien Kurven und Geraden entwickelt und anschließend im Maßstab 1:1 in einer Messehalle ausgelegt und korrigiert werden. Übertragen wurde die Kurvatur anschließend mit einem Koordinatennetz.

#### Organische Architektur
Es ist bereits darauf hingewiesen worden, dass das Düsseldorfer Schauspielhaus nicht mittels einer klassischen frontalperspektivischen Fassadenbeschreibung erfasst werden kann. Pfau selbst verstand seinen Bau vielmehr als ein Gehäuse als ein Gebäude. Die Schichtung der weißen Scheiben in ihren konkaven und konvexen Windungen erinnern weniger an ein statisches Gebäude als vielmehr an etwas Organisches. Das Düsseldorfer Schauspiel kann daher der organischen Architektur zugeordnet werden. Die heterogene Architekturkategorie entwickelte sich zu Beginn des 20. Jahrhunderts und ist, wie der Begriff verrät, durch ihre organischen, der Natur entlehnten Formen gekennzeichnet. Äquivalent wird von Niederwöhrmeier auch der Bezug des Baus zu dem Stil Novo aufgezeigt. Dieser ebenfalls durch geschwungene Formen gekennzeichnete Stil, prägte vor allem die Alltagskultur der fünfziger Jahre. Als Vorbilder des Schauspielhauses von Pfau werden in der Literatur übereinstimmend die Werke Alvar Aaltos und Le Corbusiers angeführt, da diese ebenfalls als skuplturale Großformen verstanden werden können.
Die Literatur ist sich ebenfalls einig über die starke Einheit von Form und Funktion des Düsseldorfer Schauspielhauses. Der Bau entspricht in seiner äußeren Erscheinung dem Geschehen im Inneren. Bernhard Pfau war selbst der Ansicht mit dem Schauspielhaus „eine Form gefunden zu haben, die Theater und nichts anderes zum Ausdruck bringt.“ Die Interpretation der Windungen der weißen Fassadenflächen der architektonischen Skulptur als überdimensionaler Theatervorhang, erscheint vor dem Hintergrund der Einheit von Form und Funktion nicht abwegig. Fernere Interpretationen assoziieren in der organischen Formensprache des Schauspiels den Prozess der Metamorphose in der Natur, beispielsweise der Windungen eines Schmetterlings aus seinem Kokon.

### Innen
Das Innere des Schauspielhauses ist in seiner Grundstruktur, zur besseren inneren Orientierung im Haus, teilsymmetrisch konstruiert. Sowohl der Zuschauerbereich als auch das Große Haus sind axialsymmetrisch und auf die Bühnenachse ausgerichtet. In das Innere des Schauspielhauses, welches insgesamt fünf Geschosse umfasst, gelangt man durch das Eingangs- und Kassengebäude im Erdgeschoss. Dieses ist zum Gustaf-Gründgens-Platz ausgerichtet und ragt aus dem Gebäudekomplex heraus. An dieses schließt sich, im weitgehend offen gestalteten Erdgeschoss, zunächst das Garderobenfoyer an. Dieses umringt den Bühnenturm, der sich im Inneren des Baus fortsetzt. Umläuft der Besucher den Bühnenturm gelangt er ins Hauptfoyer, welches unter dem Zuschauerraum positioniert ist. Die Raumabfolge der Foyers differenziert sich ergänzend mit jeweils unterschiedlichen Fußbodenbelägen.

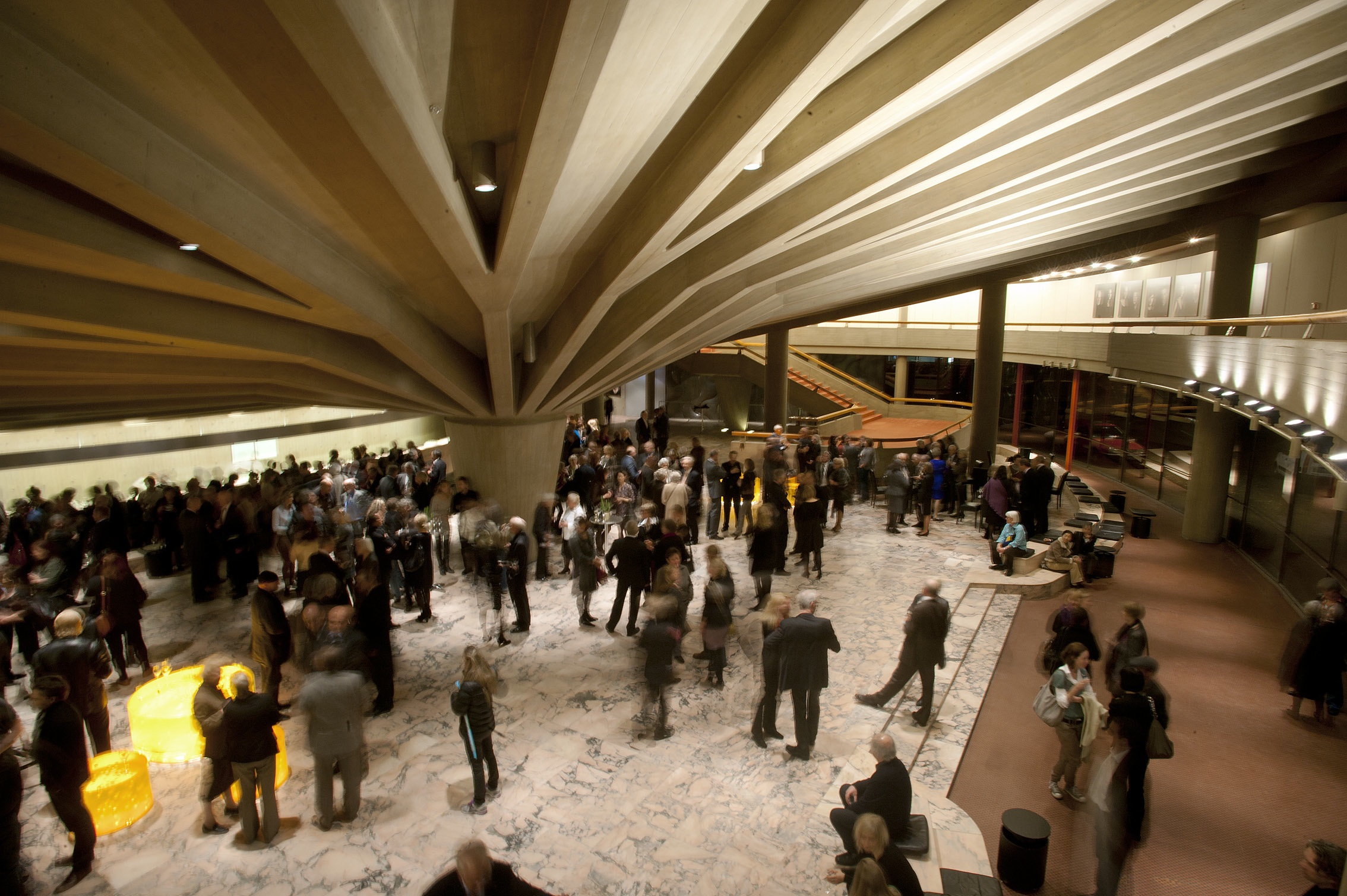
Foyer (2011)

Das Hauptfoyer gibt durch seine vollständig verglaste Fassade den Blick zunächst auf die vorgelagerten Terrassen und dann auf den Hofgarten frei. Charakteristisch für das Hauptfoyer ist seine Deckenkonstruktion. Eine massive, nach unten konisch verlaufende Stütze in der Mitte des Foyers trägt 23 bis zu 15 Meter lange radial verlaufende Stahlbetonträger. Der rauen Textur des Stahlbetons setzt Pfau den in der Bodengestaltung verwendeten portugiesischen Marmor sowie das Knopfmosaik entgegen.
Schubert äußert sich kritisch gegenüber der Rippenkonstruktion der Foyerdecke. Die im Grunde weitläufige Fläche des Foyers werde durch die schweren Stahlbetonträger beengt. Die Konstruktion wirke insgesamt erdrückend massiv.
Zwei große freistehende Treppen führen vom Hauptfoyer in den Zuschauerraum des Großen Hauses. Beim Besteigen der Treppen richtet sich der Blick zunächst auf die verglaste Fassade und somit auf den Hofgarten. Ein Zwischenpodest lenkt die Gang- und Blickrichtung um 90 Grad und richtet diese auf den Zuschauerraum aus.
Der Bühnenturm, als Kernelement des Hauses, nimmt insgesamt vier Obergeschosse ein. Die Künstlergarderoben und die Räume der Generalintendanten befinden sich im zweiten Obergeschoss, die technische Leitung im dritten, die Kostümabteilung und Probebühnen im vierten und fünften Obergeschoss. Eine Passage führt im Erdgeschoss zwischen dem kleinen und dem großen Haus vom Gustaf-Gründgens-Platz durch das Gebäude auf die Seite des Hofgartens. Am Ende der Passage bildet ein Theatercafé, ausgerichtete auf den Hofgarten, einen gesellschaftlichen Treffpunkt.

#### Großes Haus
Das Große Haus des Düsseldorfer Schauspielhauses ist ranglos und verzichtet auf Quer- und Mittelgänge sowie auf Tribünen. Auf einer Fläche von 30 mal 28 Meter finden in den ansteigenden Sitzreihen bis zu 738 Zuschauer Platz. Die Decke sowie die Wände des Zuschauerraumes sind einheitlich mit Holzlamellen ausgekleidet. Die 50 Meter langen Holzlamellen verlaufen parallel zur Bühne vom Boden der einen der Wandfläche, über die Decke hinweg bis zum Wandabschluss der gegenüberliegenden Seite. Durch die Biegung der Lamellen ist der Übergang von der Wand zur Decke fließend abgerundet. Für technische Zwecke, wie die Licht- und Tontechnik, wurden Funktionsöffnungen in den Wände geschaffen. Diese sind jedoch vom Zuschauerraum nicht einsehbar, da sich der Raum nach hinten verjüngt.

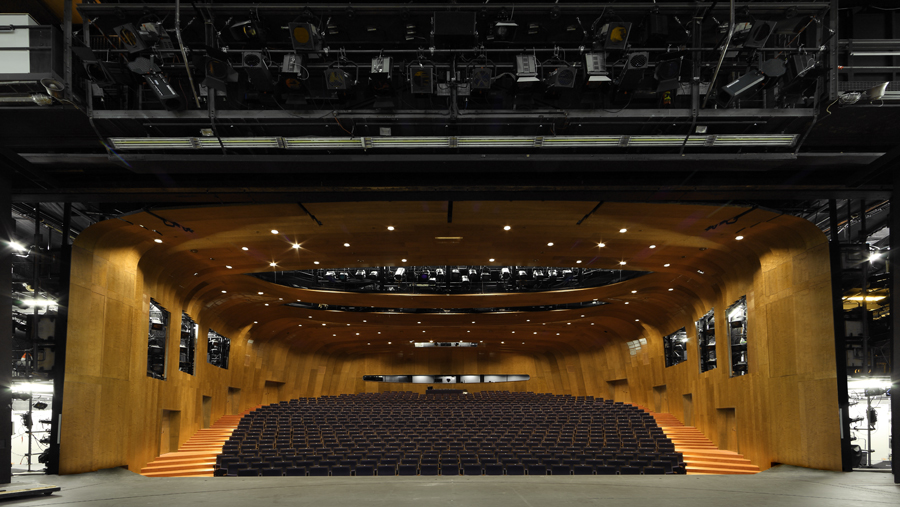
Blick von der Bühne in den Zuschauerraum des Großen Hauses (2011)

Pfau bezeichnet die Auskleidung des Zuschauerraumes als „Hör- und Sehschale“, so Niederwöhrmeier. Dies begründet sich zunächst in der optischen Einheit, die sich dem Blick des Zuschauers in den Raum eröffnet. Die detaillose Homogenität des Saales lenkt die Aufmerksamkeit des Zuschauers ungehemmt auf die Bühne und erzeugt so die genannte „Sehschale“.
Die Bezeichnung „Hörschale“ ergibt sich aus Pfaus Orientierung an einem hölzernen Resonanzkörper. Die verwendeten Lamellen sind aus Vogelaugenahornholz gefertigt, welches aufgrund seiner akustisch hervorragenden Materialeigenschaften auch im Instrumentenbau verarbeitet wird. Der Architekt äußerte im Gespräch mit Tamms das Bestreben den Innenraum des Großen Hauses wie das Innere eines Streichinstrumentes gestalten zu wollen. Die Umsetzung dieses Bestrebens gelang Pfau gemeinsam mit dem Akustiker Heinz Graner. Dieser bewirkte, dass die Wandflächen des Zuschauerraumes um 14 Grad geneigt wurden, um so eine akustische Brennpunktbildung, welche sich aus dem kreisähnlichen Grundriss ergeben könnte, auszuschließen. Des Weiteren ist die Stahlbetonkonstruktion des Bühnenturmes der Akustik dienlich, da ihr Gewicht den Bühnenbereich gegen Luftschall abschirmt. Diese akustisch motivierten Konzeptionen des Baus, erzielen in ihrer Gesamtheit eine Schallqualität, die als hervorragend bezeichnet werden kann und sogar die Atempausen der Schauspieler hörbar mache.
Die Farbgebung des Zuschauerraumes ist dezent dunkel gehalten. Die graubraunen Lamellen, der rote Bodenbelag und die olivgrünen, heute dunkelblauen Sitze bilden einen neutralen Hintergrund für das Publikum, welches, laut Pfau, seine eigene Farbigkeit mit sich bringt. Lediglich der nach einem Entwurf von Günter Grote gestaltete Vorhang ist von einer intensiveren, gemusterten Farbigkeit.
Die Bühne des Großen Haus ist eine klassische Guckkastenbühne. Die daraus resultierende strikte Trennung von Zuschauerraum und Darstellerraum kann im Großen Haus durch variable Boden- und Wandelemente abgeschwächt werden. Die Bühne kann so unmittelbar in den Zuschauerraum hinein vergrößert werden. Sie verfügt des Weiteren über drei Nebenbühnen sowie eine Hinterbühne.

#### Kleines Haus
Die umfangreiche Auseinandersetzung Pfaus mit der Problematik der Bühnenkonzeption zeigt sich jedoch maßgeblich im Kleinen Haus des Schauspielhauses. Das Kleine Haus befindet sich schräg gegenüber dem Großen Haus. Ebenso wie das Große Haus verfügt auch das Kleine über eine eingangs beschriebene Holzschale als Raumabschluss. Insgesamt ist das Kleine Haus jedoch weit weniger homogen gestaltet als das Große. Dies ist dem variablen Bühnenkonzept geschuldet, welches je nach Bühnenanordnung Platz für gerade 219 oder bis zu 309 Zuschauer bietet.

##### Bühnenkonzeption
Das Bühnenkonzept des Guckkastens, welches den Bühnen- und Zuschauerraum streng voneinander trennt, war fester Bestandteil des Anforderungsprofils für die Entwürfe des Düsseldorfer Schauspielhauses. Pfau stellte diese traditionelle Form des Theaters jedoch in Frage. Bereits im Vorfeld der Entwurfsplanung hatte er sich daher intensiv mit potentiellen Theaterbühnen auseinandergesetzt und eine umfangreiche Materialsammlung über realisierte sowie geplante Theaterbauten angelegt. Auf Basis dieser Sammlung verglich er seine eigenen Überlegungen zur Bühnenkonzeption mit denen anderer. Im Besonderen fiel ihm dabei das Kugeltheater von Jacques Polieris sowie Erwin Piscators Raumbühne auf. Diese beiden Konzepte realisierten das neue Verständnis der Darsteller-Zuschauer-Beziehung, welches sich in der Verbindung und Öffnung von Bühne und Zuschauerraum darstellte.
Diese Konzepte brachten Pfau, nach eigener Aussage, zu der vernünftigsten Handlung in seiner Lage. „Ich fragte die Theaterleute selbst. Ich fragte sie: was wollt ihr? Was erwartet ihr von einem neuen Theater? Die Antworten lassen sich folgendermaßen zusammenfassen; sie lauten etwa: Wir wollen nichts weiter als einen möglichst großen, weiten, brauchbaren Raum haben, ja, einen ‚Spielraum‘“. Pfau suchte ergänzend das Gespräch mit dem Theaterleiter und Regisseur Piscator. Dieser hatte in den 1920er Jahren, gemeinsam mit Walter Gropius, das Konzept der Raumbühne als prägende Innovation der Nachkriegszeit verfolgt. Für das Große Haus entschied sich Pfau letztlich für eine dezente Weiterentwicklung der traditionellen Bühnenform des Guckkastentheaters. Durch eine variable Vorbühne konnte die Distanz des Darstellerraumes zum Zuschauerraum nach Bedarf verringert werden.
Das Bühnenkonzept des Kleinen Hauses hingegen orientiert sich an dem Raumtheater Piscators und bietet Pfau Raum für sein innovatives Bühnenverständnis. Das Kleine Haus verfügt über eine Experimentierbühne, die sich je nach Bedarf flexibel zu einem Arena-Theater, einem Guckkastentheater oder zu einer Raumbühne umgestalten lässt. Zu diesem Zweck sind die Zuschauerplätze auf Wagen angebracht sowie die Bühnentechnik auf ebenfalls beweglichen Türmen und Podien montiert. Auch die bereits genannte Holzschale des Raumes ist durch klapp- und schwenkbare Elemente variabel. Insgesamt besitzt das Kleine Haus durch die zahlreichen Variationsmöglichkeiten sowie die einsehbare Bühnentechnik einen „Werkstattcharakter“. Die Farbgebung und Materialität des Raumes ist auf diesen technisch, rohen Charakter des Saales abgestimmt. In Bezug auf das Kleine Haus kann berechtigterweise von dem von Walter Gropius geforderten „Bühneninstrument“ gesprochen werden.

## Einordnung des Schauspielhauses in das Œuvre Bernhard Pfaus
Der gebürtige Mainzer Architekt Bernhard Pfau begründet in Düsseldorf sein erstes eigenes Atelier und baut in den 1930er Jahren zunächst Einfamilienhäuser. Diese Arbeiten, die sich an dem Stil des Neuen Bauens orientieren, zeigen bereits die Großzügigkeit und Helligkeit, die sich als dominante Konstanten im gesamten Œuvre des Architekten durchsetzten. Aufgrund dieser Eigenschaften seiner Arbeiten wird Pfau auch als Glasarchitekt bezeichnet. Beispielhaft ist hier der Umbau des Familienhauses Loeb 1930 und der Bau des Wohn- und Geschäftshauses des Optikers Zeim zu nennen.
Während des Zweiten Weltkriegs arbeitete Pfau an einigen Bauprojekten in Frankreich. 1949 kehrt der Architekt nach Düsseldorf zurück und prägt das Stadtbild mit zahlreichen Bauten. Zu nennen ist hier beispielhaft das Düsseldorfer Haus der Glasindustrie von 1950, mit dem er an seine Vorkriegstätigkeit im Stil des Neuen Bauens anschließen konnte. Zentral für Pfaus Wirken in der Nachkriegszeit ist auch seine politische Teilnahme am Düsseldorfer Architektenring. Dieser richtete sich gegen die angestrebte Stadtplanung Düsseldorfs, welche unter der Ägide Friedrich Tamms’ durch ehemalige Anhänger der Nationalsozialisten gelenkt wurde. Sein Engagement gegen diese Stadtplanung nach nationalsozialistischem Vorbild hatte große Einbußen für seine Auftragslage in Düsseldorf zur Folge.
Betrachtet man vor diesem Hintergrund nun das Düsseldorfer Schauspielhaus, so nimmt es aufgrund seiner bis dato von Pfau unbekannten Geschlossenheit und Plastizität eine Sonderstellung in dessen Werk ein. Anders als die von Glas dominierten bisherigen Bauten Pfaus, tritt dieses Element beim Schauspielhaus zu Gunsten der Homogenität des Baus zurück.
Die organische Großform stellt einen, von Pfau bisher ebenfalls unbekannten, Gestaltungsschwerpunkt dar. Bei genauer Betrachtung lassen sich jedoch Parallelen zu Vorgängerbauten feststellen. So zeigt das Schauspiel Ähnlichkeiten zu dem Hörsaalgebäude der Textilingenieurschule, welches 1959 in Krefeld von Pfau errichtet wurde. Dieser Bau weist eine ähnliche Plastizität und Geschlossenheit sowie ein Kontrastverhältnis zum Nachbargebäude auf. Das Studienhaus, welches 1967 von Pfau errichtet und zeitgleich mit dem Schauspielhaus geplant wurde, kann laut Niederwöhrmeier sogar als Prototyp dessen verstanden werden. Zahlreiche Merkmale wie die aus der Kreisgeometrie entwickelte Grundstruktur des Gebäudes, das radial angeordnete Tragwerk sowie die Anordnung der Garderoben stützen diese Annahme.
Grundsätzlich lässt sich sagen, dass die Loslösung vom kubischen Grundriss und die Hinwendung zu einem freieren Grundriss, wie es beim Bau des Schauspielhauses realisiert wurde, für die nachfolgenden Bauten Pfaus richtungweisend war. Beispielhaft zeigen diese Tendenz die Wohnhäuser Fischer und Winkelmann.

## Sonstiges
Das Düsseldorfer Schauspielhaus ist eines der Motive für den Desktop-Hintergrund von Microsoft Windows 7.

## Einladungen zum Berliner Theatertreffen
- 01. Theatertreffen 1964: Ionescos Der König stirbt in der Inszenierung von Karl-Heinz Stroux
- 03. Theatertreffen 1966: Sławomir Mrożeks Tango in der Inszenierung von Erwin Axer
- 12. Theatertreffen 1975: Brechts Dreigroschenoper in der Inszenierung von Hansjörg Utzerath
- 15. Theatertreffen 1978: Schillers Kabale und Liebe in der Inszenierung von Roland Schäfer
- 16. Theatertreffen 1979: Schillers Räuber in der Inszenierung von Peter Löscher
- 20. Theatertreffen 1983: Calderón de la Barcas Das Leben ein Traum in der Inszenierung von Michael Gruner sowie Heiner Müllers Die Schlacht in der Inszenierung von B. K. Tragelehn
- 31. Theatertreffen 1994: Shakespeares Romeo und Julia in der Inszenierung von Karin Beier
- 33. Theatertreffen 1996: Sommernachtstraum. Ein europäischer Shakespeare in der Inszenierung von Karin Beier
- 35. Theatertreffen 1998: Oscar Wildes Salome in der Bearbeitung/Inszenierung von Einar Schleef
- 41. Theatertreffen 2004: Maxim Gorkis Sommergäste in der Inszenierung von Jürgen Gosch
- 43. Theatertreffen 2006: William Shakespeares Macbeth in der Inszenierung von Jürgen Gosch